# Hawon Jung
Hawon Jung (en coreano: 정하원, romanizado: Jung Ha-won) es una periodista surcoreana reconocida por su cobertura en 2018 y 2019 del movimiento #MeToo en Corea del Sur y desde 2020 la Huelga sexual y de vientres en su país conocido como Movimiento 4B.
Es autora del libro titulado en inglés: Flowers of Fire: The Inside Story of South Korea's Feminist Movement and What It Means for Women's Rights Worldwide, lit. 'Flores de fuego: La historia desde dentro del movimiento feminista de Corea del Sur y qué supone para los derechos de las mujeres de todo el Mundo', uno de los mejores libros de 2023 según la lista de The Economist en la categoría política y sucesos actuales.
Estudió periodismo en la Universidad de Mujeres Ewha de 1997 a 2002, tras lo que realizó una maestría en la Universidad de Misuri–Columbia de 2002 a 2005.
Tras realizar prácticas en Reuters y Associated Press, comenzó a trabajar como reportera en Korea JoongAng Daily hasta 2010.
En 2010, Hawon Jung comenzó a trabajar como corresponsal de Agence France-Presse en Seúl (Corea del Sur) para noticias relacionadas con las dos Coreas. En 2011 cubrió la muerte del líder norcoreano Kim Jong-Il y durante los siguientes años el ascenso al poder de su hijo y sucesor, Kim Jong-un. También cubrió el proceso de destitución de Park Geun-hye o la popularización a nivel mundial de la ola coreana, especialmente del K-pop.
Hacia 2018 comenzó a cubrir el movimiento #MeToo en Corea del Sur, un país con una fuerte desigualdad de género social. Esta cobertura le ganó el premio a la excelencia editorial de manos de la Society of Publishers in Asia (en inglés: Sociedad de Editoriales en Asia) en 2019.
Poco después aumentaría las coberturas incluyendo el Movimiento 4B, una huelga sexual y de vientres con largo recorrido en Corea del Sur que ha vuelto a ganar seguimiento y atención en los últimos años.
En 2024 fue elegida como una de las 30 defensoras de los derechos de las mujeres y las personas LGBTQ a nivel mundial por la CNN. También es miembro del Human Rights Watch.
Sus artículos han sido repetidos por numerosos medios de varios países en otros tantos idiomas, algunos de los medios más destacados son The New York Times, Al Jazeera, Foreign Policy, El País, Le Monde o la BBC.